# Bulbophyllum elbertii
Bulbophyllum elbertii là một loài phong lan thuộc chi Bulbophyllum.